# 古爾賓齊 (斯里布涅區)
50°36′43″N 32°50′11″E / 50.61194°N 32.83639°E
古爾賓齊（烏克蘭語：Гурбинці），是烏克蘭北部的村莊，隸屬切爾尼希夫州的普里盧基區。該村始建於1590年，面積25.17平方公里，海拔高度111米，2001年人口641。